# Wilhelm Kempff
Wilhelm Walter Friedrich Kempff (Jüterborg, Brandenburg, 25 de novembre de 1895 – Positano, Itàlia, 23 de maig de 1991) fou un pianista i compositor alemany.
Nascut en una família de músics, (era germà de Georg Kempff (1893-1975), també músic), va estudiar primer amb el seu pare i després a Berlín i Potsdam. Va fer el seu primer recital l'any 1917 a la Berliner Singakademie i l'any següent el seu primer concert com a solista amb la Filharmònica de Berlin. En les dècades següents va realitzar gires per Alemanya, Escandinàvia, Japó i Sud-amèrica. Va fer la seva primera aparició a Londres l'any 1951 i a Nova York l'any 1964. Va fer la seva última actuació a París l'any 1981, després del qual es va retirar, ja que estava afectat de parkinsonisme. Va morir a l'edat de 95 anys a Positano, on tenia casa des dels anys 1950.
És considerat un dels grans pianistes del segle xx i és conegut per les seves gravacions de Schumann, Brahms, Schubert, Mozart, Bach, Liszt, Chopin i, particularment, de Ludwig van Beethoven. Gravà durant un període de seixanta anys. Fou, a més, el primer a gravar totes les sonates de Franz Schubert, molt abans que esdevinguessin populars. També gravà dues vegades la integral de les sonates de Beethoven, una en mono (1951-56) i l'altra en estèreo (1964-65), i els seus concerts per a piano i orquestra, també dues vegades, amb la FIlharmònica de Berlin.
Kempff també tocà música de cambra amb Yehudi Menuhin i Pierre Fournier, entre d'altres. En aquest camp les seves gravacions més famoses són les sonates completes de Beethoven per a violí i piano amb Menuhin.
Com a intèrpret posava èmfasi en el lirisme i l'espontaneïtat, amb un estil especialment efectiu en les peces o passatges íntims. Perseguí sempre una qualitat lírica i cantable, i defugí els tempos extremats i l'exhibicionisme.
Va ensenyar durant la dècada dels 1920 a la Stuttgart Musikhochschule, que dirigí entre 1924 i 1929. Del 1931 al 1941 va donar cursos d'estiu al Marmorpalais de Potsdam, amb Walter Gieseking i Edwin Fischer. L'any 1957 fundà la Fondazione Orfeo a Positano (Itàlia), on impartia masterclasses anuals sobre Beethoven. En retirar-se, hi va ser succeït per Gerhard Oppitz i després per John O'Conor, ambdós antics alumnes i estrets col·laboradors seus. Altres pianistes destacats que van estudiar amb Kempff són Jörg Demus, Norman Shetler, Mitsuko Uchida, Peter Schmalfuss, Idil Biret i Ventsislav Yankov.
Una activitat menys coneguda de Kempff era la composició. Va compondre per a quasi tots els gèneres. La seva segona simfonia fou tocada per primera vegada l'any 1929 al Gewandhaus de Leipzig per Wilhelm Furtwängler. També preparà un nombre de transcripcions de Bach, inclòs el Sicilià de la sonata de flauta en mi, que fou gravada per la pianista Ídil Birdet. En les seves versions dels concerts 1 a 4 de Beethoven va utilitzar les seves pròpies cadències.